# Sulphur Mountain
Der Sulphur Mountain ist ein Berg im Banff-Nationalpark in der kanadischen 
Provinz Alberta. Der 2451 m hohe Berg gehört zur Front Ranges, einer Teilkette der Continentel Ranges, der Kanadischen Rocky Mountains. Der Gipfel des Berges bietet einen guten Ausblick auf die nördlich gelegene Ortschaft Banff, wobei der östliche Teil der Gemeinde durch den Tunnel Mountain verborgen wird.
Auf den Berg führt seit 1959 eine Seilbahn, ursprünglich eine Anlage nach dem System Bell/Wallmannsberger. Vom Parkplatz an der Talstation der Seilbahn führt auch ein Fußweg bis zur Gipfelstation.
Auf dem Gipfel führt ein mit Stiegen und Geländern abgesicherter Weg zu einer kleinen Hütte, die früher als Wetterbeobachtungspunkt verwendet wurde.

## Bilder

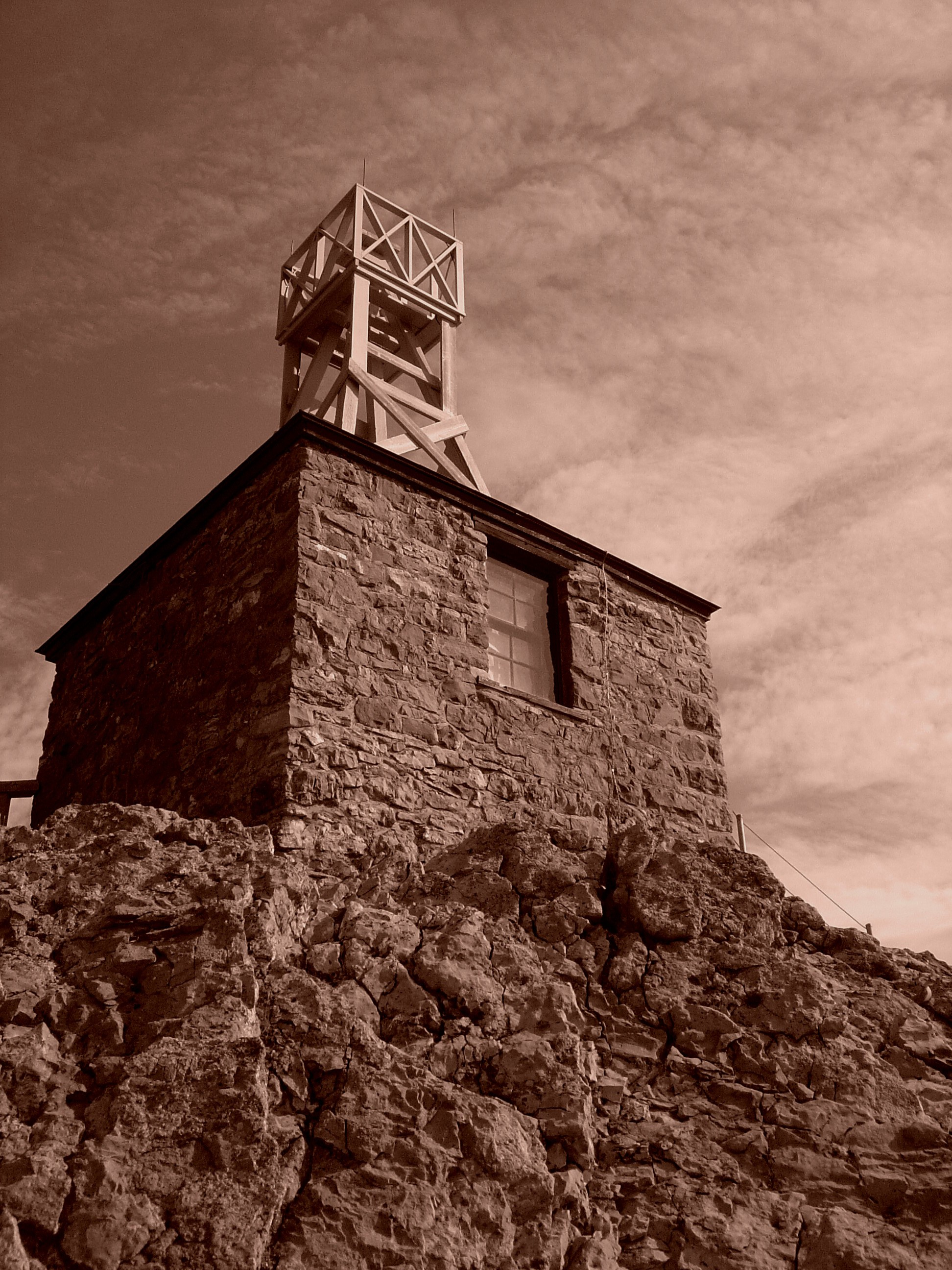
Alte meteorologische Station auf dem Gipfel
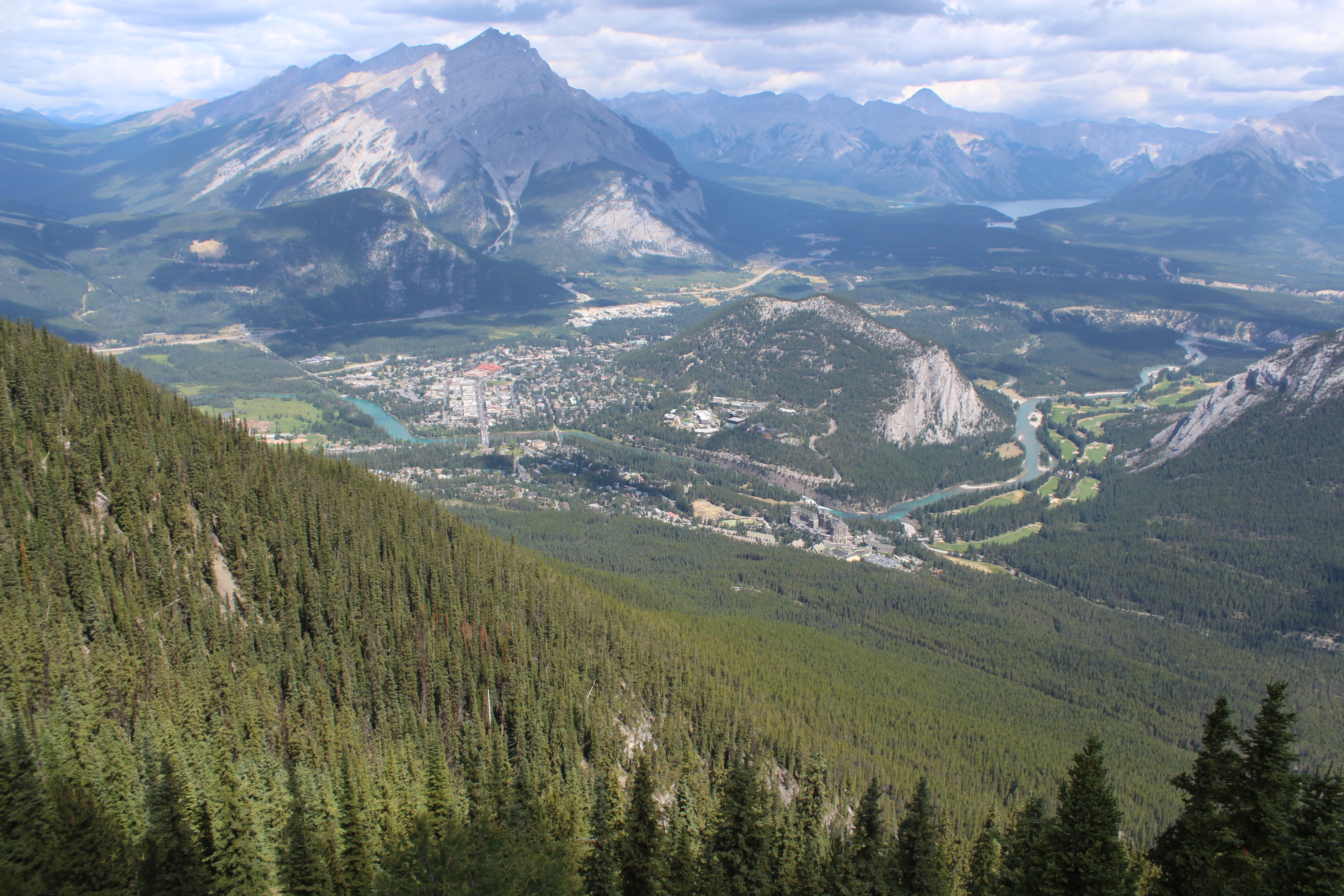
Ausblick vom Sulphur Mountain auf Banff
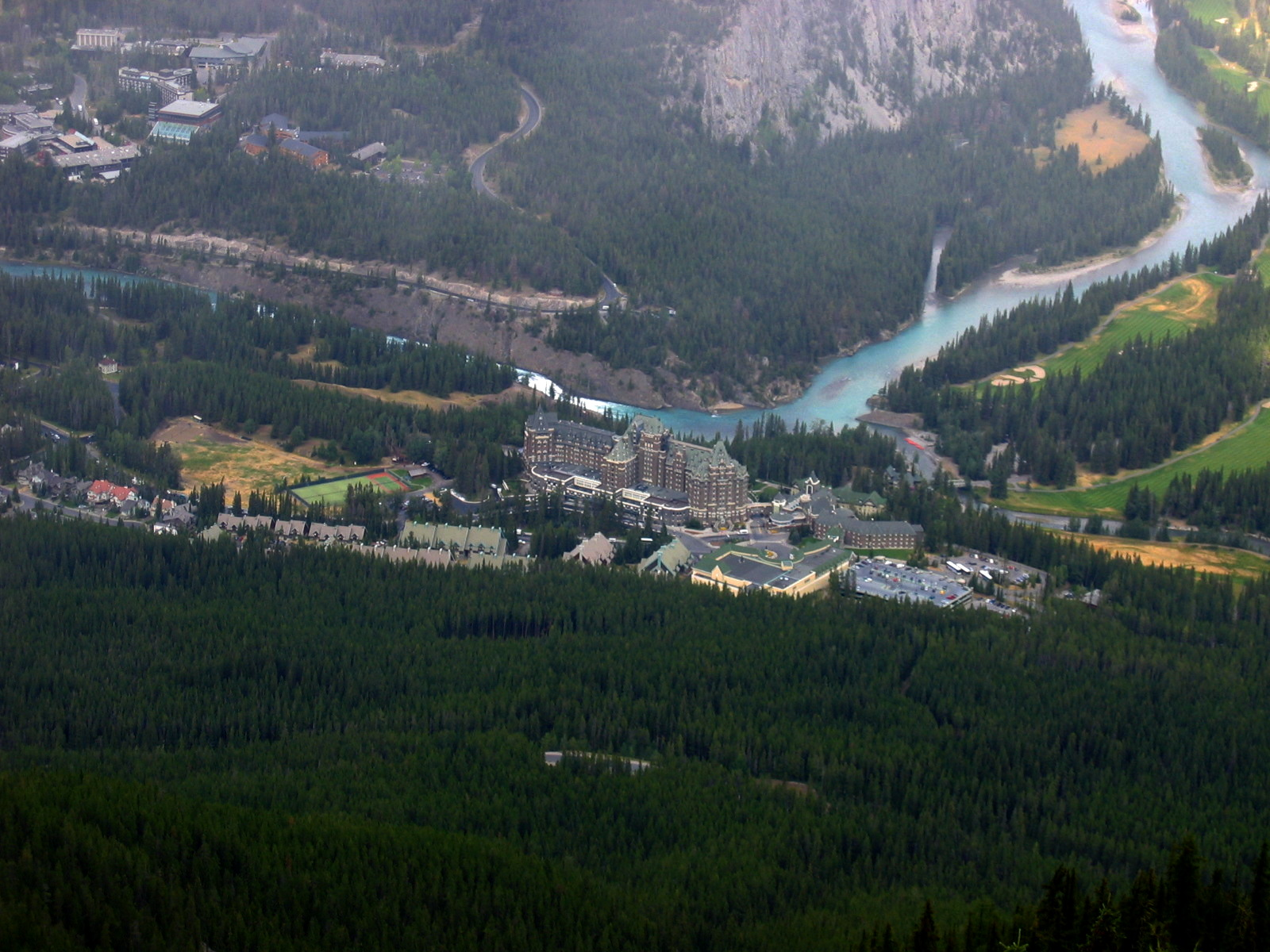
Ausblick vom Sulphur Mountain auf den Bow River und das Fairmont Banff Springs Hotel